# ۹۱۰ (خورشیدی)
۹۱۰ نهصد و دهمین سال هجری خورشیدی است.